# Sharpiella seligeri
Sharpiella seligeri là một loài Rêu trong họ Hypnaceae. Loài này được (Brid.) Z. Iwats. miêu tả khoa học đầu tiên năm 1965.

## Hình ảnh

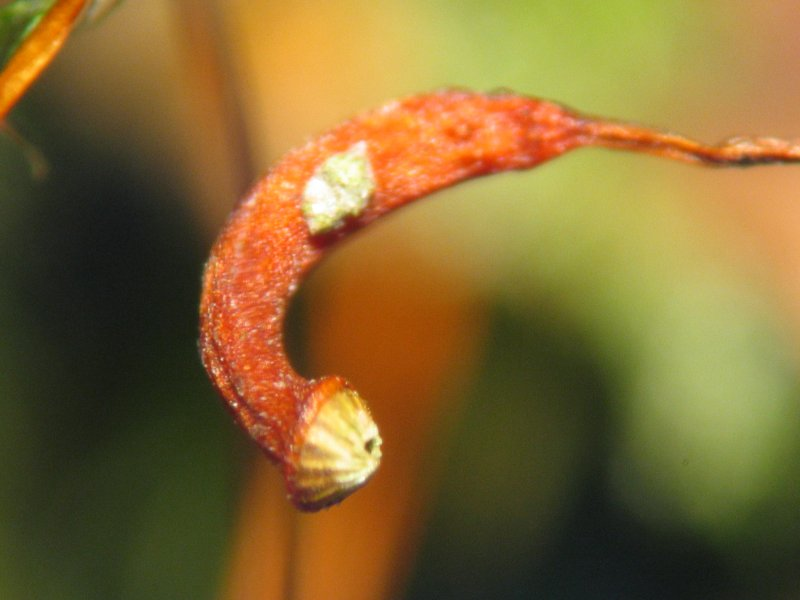
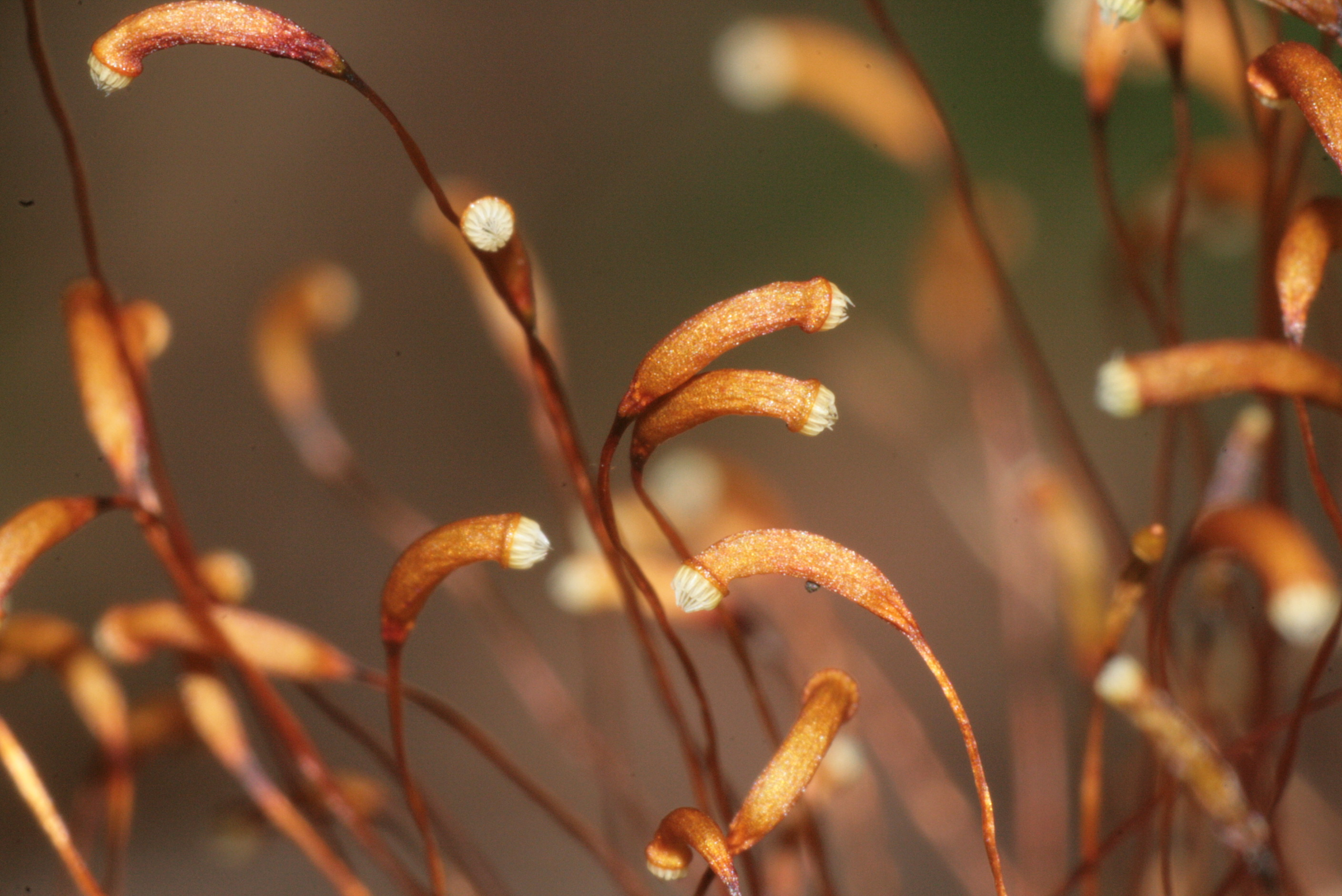
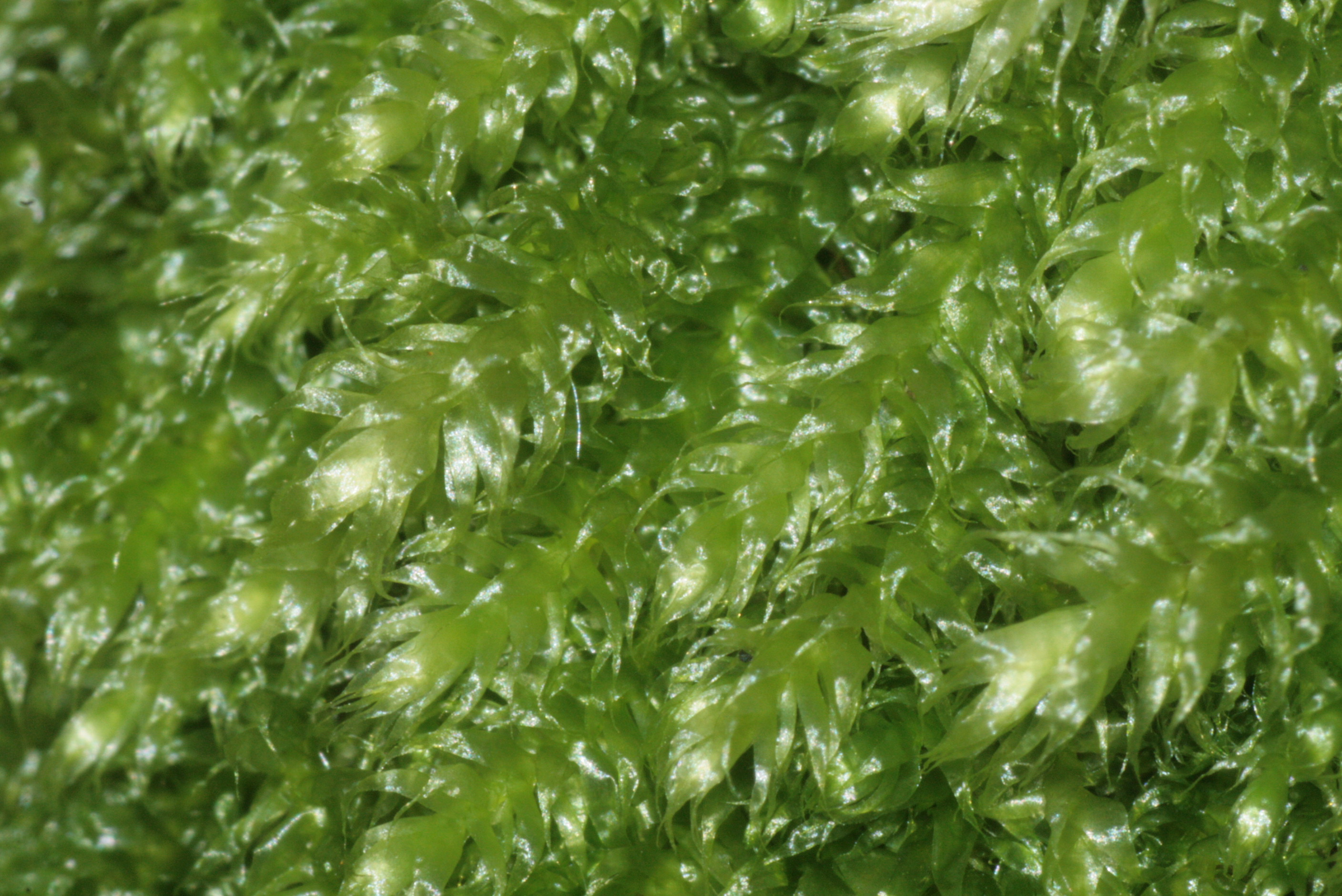
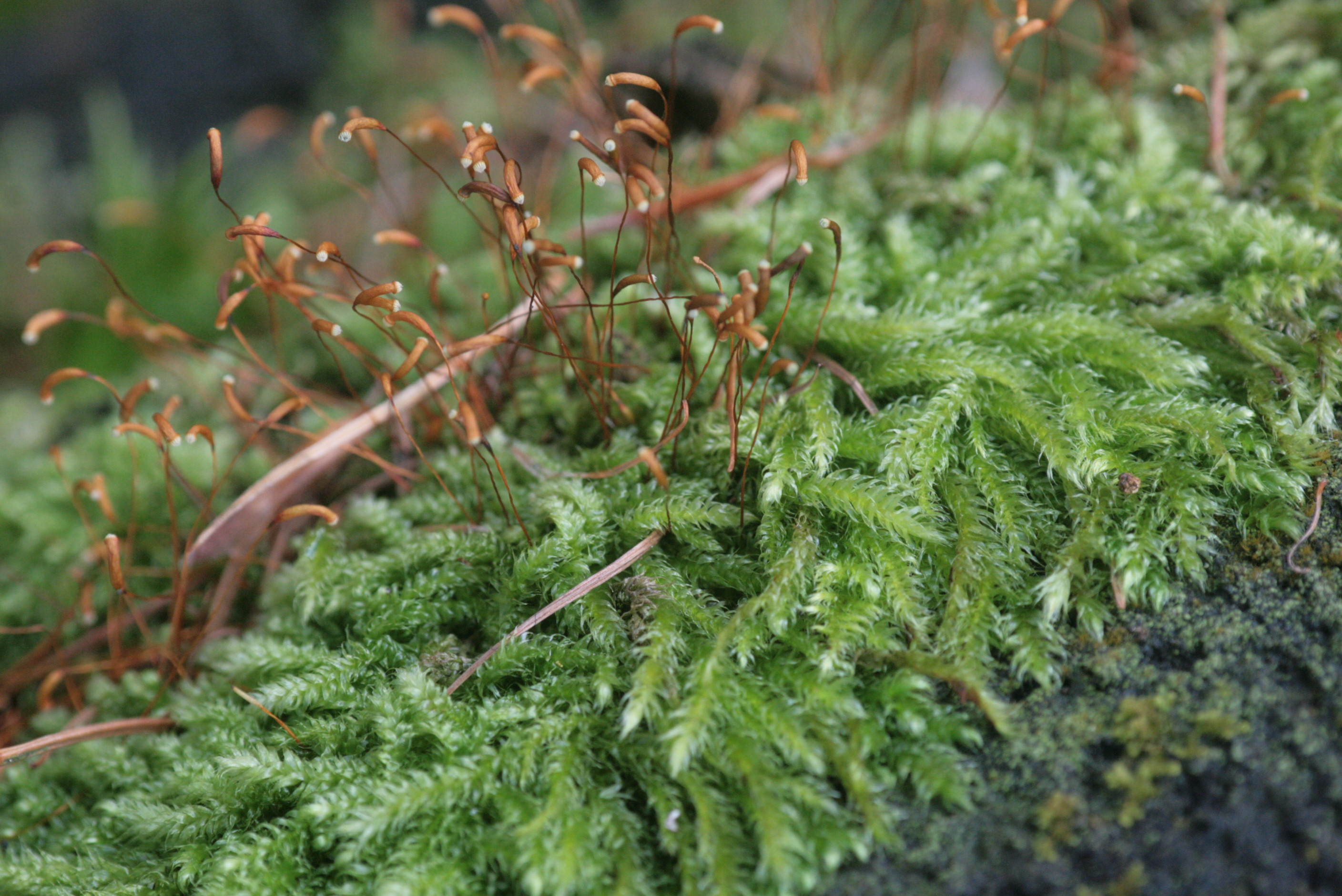